# John Tobias
Sinh ngày 24/8/1969 tại Chicago, Illinois, John Tobias cũng từng có một thời liên thủ và hợp tác với Ed Boon trong việc thiết kế nền game cho dòng trò chơi Mortal Kombat tại xưởng Studio nằm tại Chicago dưới sự điều hành của công ty MIDWAY.
John Tobia được biết đến kể từ khi còn làm bộ truyện tranh Comic Book mang tên The Real Ghostbusters trong thời gian vẫn còn ở tại nhóm cho đến khi về sau ông thu xếp lại công việc này để rời qua và gia nhập công ty MIDWAY. Ông có ảnh hưởng khá lớn trong việc tạo nội dung cho cốt truyện và các tuyến nhân vật được thông suốt game Mortal Kombat để cho game vẫn giữ được nét truyền thống nguyên thủy chứ không giống như Edd Boon là cải bên trò chơi của mình theo những trường phái mới lạ như những công ty khác thường làm sau khi lên đời Next-Generation cho ấn phẩm của mình, giống như danh tiếng mà Edd Boon thu lại, John Tobias cũng có một vài tiếng tăm bằng những dẫn chứng cụ thể như có mặt trong hai bộ phim ấn phẩm của mình của mình (Mortal Kombat The Movie và Mortal Kombat Annihilation), xuất hiện tên các tạp trí nổi và những bộ độ đò chơi được bày bán, trong những cuốn truyện tranh Comic Book và tại một live show trong năm 1996. Tuy nhiên để liệt kê hết những thứ trên, chỉ có thể hỏi trực tiếp tác giả John Tobias khi thông qua việc giao lưu với công ty MIDWAY.
Đầu cuối năm 1990, khi mà thương hiệu phim Mortal Kombat Annihilation làm năm 1997 đạt doanh thu cực thấp (không bằng những gì đã thấy trước đó ở phần đầu tiên của bộ phim), John Tobias cầu cứu studio để được quyền phát hành ấn phẩm khá của mình tên Mortal Kombat: Special Forces bằng sự hỗ trợ của hai thành viên Dave Michicich và Josh Tsui cho ấn phẩm, tất nhiên khi game ra đời vào năm 1999, Mortal Kombat: Special Forces đã thu về một thất bại thảm hại khiến cho ông phải rời nhóm để tự đi tìm hướng giải quyết riêng cho vấn đề hiện tại của mình.
Đên năm sau, John Tobias cuốc bộ xuống Studio Gigante một công ty con chuyên làm game Xbox của tập đoàn Microsoft cùng với hai thành viên đã giúp ông trước đó là Dave Michicich và Joshua Tsui để đầu quân. Và đúng năm 2003, trò chơi điện tử đối kháng nền Mortal Kombat tên Tao Feng: Fist of the Lotus ra đời. Game thực sự thành công và có dấu hiệu khả quan khi triển khai, nên John Tobias tiếp tục hiến chất xám của mình vào bộ game tiếp theo tên WWE WrestleMania 21 cùng với sự hỗ chợ của công ty làm game THQ cũng trên hệ máy Xbox. Chiến thắng của hãng Studio Gigante chìm hẳn tại đây mà không rõ lý do mặc dù doanh số bán ra rất khá nhưng cũng kể từ đó John Tobias không bao giờ nhấp chính làm bất cứ game nào nữa sau namư 2005, vì ông nhận thấy sự thực hiện sai lầm của mình trên những nền game mới là quá lãng phí trong khi thương hiệu kia mới đáng là đất khai phá của ông cho dù kể cả game đó nằm trong diện thất bại. Studio Gigante kết thúc cuộc đời của mình sau đúng hai năm tồn tại trong lịch sử làng game để lại sự tiếc nuối của game thủ mặc dù trước đó cả một đạo quân tung hô hãng làm game này là những gương mặt nổi tiếng trong giới giải trí đã giúp hãng làm game.
5 năm sau tức trong năm 2008, John Tobias đã quay trở lại với dự án Mortal Kombat vs. DC Universe trong vai trò thiết kế truyện tranh Comic Book cùng tên với game thông qua sự giúp đỡ của bên hãng làm truyện tranh DC Comic lừng danh. Từ đây chúng ta lại đón chào John Tobias trở lại với thưưong hiệu Mortal Kombat tiến đến tương lai.